# Lungen, Dalarna
Lungen är en sjö i Gagnefs kommun i Dalarna och ingår i Norrströms huvudavrinningsområde.